# Chiasma
Als Chiasma (altgriechisch χίασμα chíasma, deutsch ‚Kreuzung‘, nach der Gestalt des griechischen Buchstaben Χ, Chi) wird in der Genetik eine Überkreuzung zweier Chromatiden homologer Chromosomen bezeichnet.
In der Prophase I der Meiose kommt es zur Verkürzung der Chromosomen, so dass diese lichtmikroskopisch sichtbar werden. Die homologen Chromosomen paaren sich in dem zygotänen Stadium dieser Phase. Sie legen sich parallel aneinander (Synapsis), so dass sie mit den einander entsprechenden Genorten exakt nebeneinander liegen. Im Pachytän überkreuzen sich an manchen Stellen die Schenkel von paternalen und maternalen Chromosomenarmen und es kommt zum Crossing-over. Anschließend löst sich der synaptonemale Komplex wieder auf. Im Diplotän dieser Prophase lockert sich die Parallelkonjugation der gepaarten Chromosomen soweit, dass die Stellen der Überkreuzungen zytologisch sichtbar werden. Diese Stellen nennt man Chiasmata, sie sind die Folge von Crossing-overs.